# Fontaine d'Eguisheim
La fontaine d'Eguisheim est un monument historique situé à Eguisheim, dans le département français du Haut-Rhin.

## Localisation
Cette construction est située à l'intersection de la Grand-Rue et de la rue monseigneur Stumpf à Eguisheim.

## Historique
L'édifice fait l'objet d'une inscription au titre des monuments historiques depuis 1934.